# Ethiopia's Shadow in America

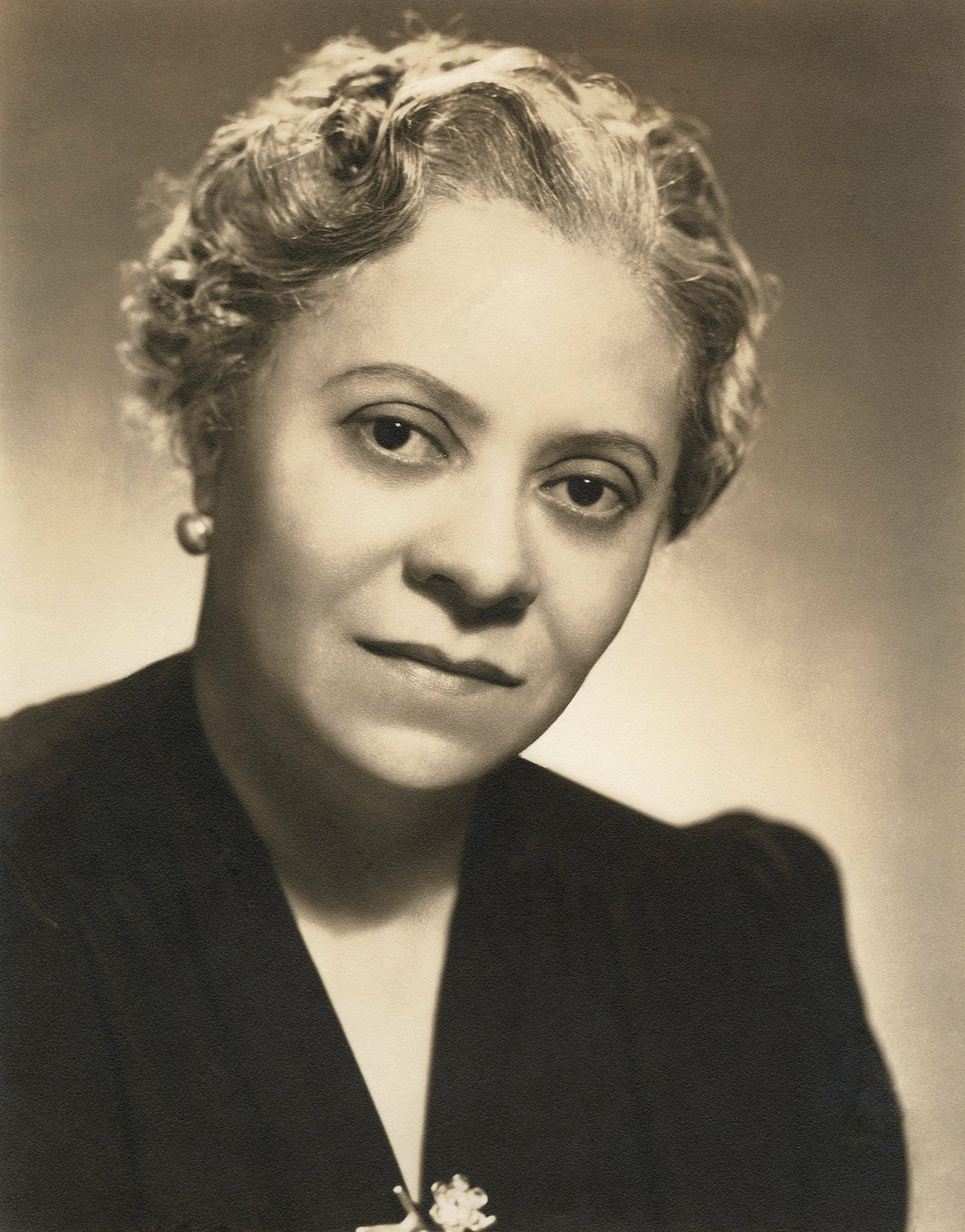
La compositora Florence price.

Ethiopia's Shadow In America es una composición orquestal escrita por Florence Price en 1932. Recibió mención honorífica en el Concurso de Música Rodman Wanamaker en el mismo año en el área de piezas para piano. El Adante fue realizado por el Universidad de Arkansas en enero de 2015.